# Hilton Worldwide
Hilton Worldwide (wcześniej Hilton Hotels Corporation) – sieć hoteli założona przez Conrada Hiltona, powstała w 1919 w Cisco (USA).
W styczniu 2009 sieć posiadała 3200 lokalizacji, co dawało łącznie około 545 tysięcy pokoi. W 2007 hotele tej sieci znajdowały się w 77 państwach i zatrudniały 105 tys. osób. W latach 1969–2009 siedziba korporacji mieściła się w Beverly Hills w Kalifornii, od sierpnia 2009 znajduje się w McLean w stanie Wirginia.
W listopadzie 2008 magazyn Forbes umieścił sieć Hilton Hotel na 36. miejscu pod względem dochodów na liście największych przedsiębiorstw prywatnych. Jedną z dziedziczek Conrada Hiltona jest Paris Hilton, modelka, a także aktorka i piosenkarka znana także ze skandali obyczajowych.

## Powiązane sieci hotelowe
Przedsiębiorstwo zarządza następującymi sieciami hotelowymi:
- Hilton,
- Conrad,
- Coral by Hilton,
- Doubletree,
- Embassy Suites Hotels,
- Hampton Inn, Hampton Inn & Suites,
- Hilton Garden Inn, Hilton Grand Vacations,
- Homewood Suites by Hilton,
- The Waldorf-Astoria Collection.

## Hotele Hilton w Polsce

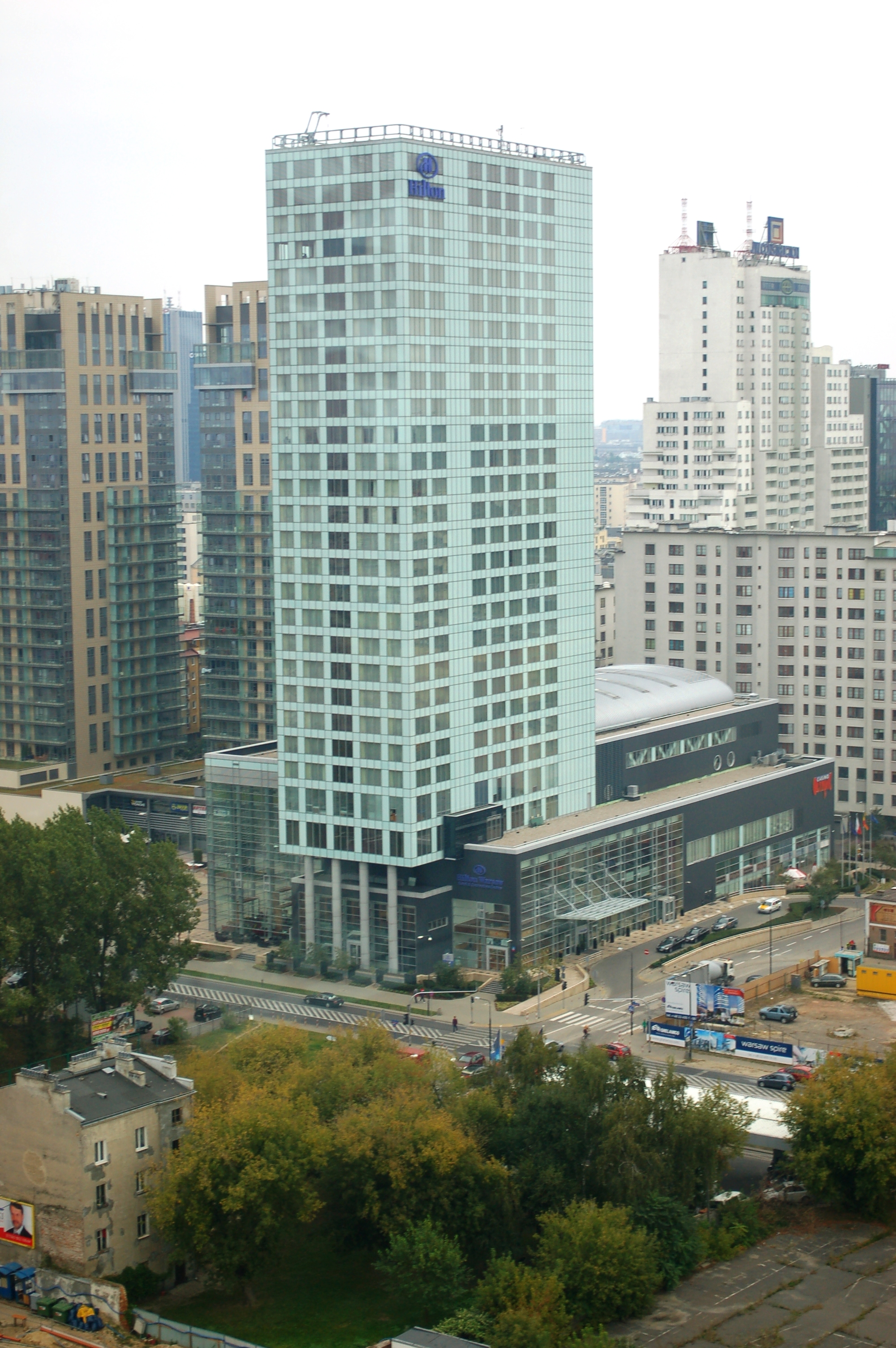
Hotel Hilton w Warszawie

### Istniejące
- Gdańsk:  Hilton Gdańsk, Targ Rybny 1[2]
- Gdańsk:  Hampton by Hilton Gdańsk Old Town, ul. Lektykarska 4
- Gdańsk:  Hampton by Hilton Gdansk Airport, ul. Słowackiego 220
- Gdańsk:  Hampton by Hilton Gdansk Oliwa, al. Grunwaldzka 507
- Kraków:  DoubleTree by Hilton Kraków Hotel & Convention Centre, ul. Dąbska 5
- Kraków:  Hampton by Hilton Kraków, ul. Dąbska 5
- Kraków:  Hilton Garden Inn Port Lotniczy Kraków ul. Kpt. Medweckiego 3 32-083 Balice
- Kraków:  Hilton Garden Inn, ul. Konopnickiej 33
- Lublin  Hampton by Hilton, Aleja Kompozytorów Polskich 1
- Łódź:  DoubleTree by Hilton, ul. Łąkowa 29
- Olsztyn:  Hampton by Hilton, ul. Piłsudskiego 34
- Poznań:  Hampton by Hilton, ul. Święty Marcin 6
- Rzeszów:  Hilton Garden Inn, Kopisto 1
- Swarzędz:  Hampton by Hilton, Tabaki 1
- Świnoujście:  Hilton Resort & Spa, al. Baltic Park Molo 4[3]
- Świnoujście:  Hampton by Hilton, ul. Wojska Polskiego 14
- Warszawa:  Hilton Warsaw City, ul. Grzybowska 63
- Warszawa:  Hotel Hampton by Hilton Warsaw Airport, ul. Komitetu Obrony Robotników 39F
- Warszawa:  Hotel Hampton by Hilton Warsaw City Centre, ul. Wspólna 72
- Warszawa:  Hampton by Hilton Warsaw Mokotów, Postępu 7
- Warszawa:  Hampton by Hilton Warsaw Reduta, Mszczonowska 5
- Warszawa:  DoubleTree by Hilton, Skalnicowa 21
- Białystok : Hotel Hampton by Hilton, ul. Wisławy Szymborskiej 2
- Wrocław:  DoubleTree by Hilton Hotel Wrocław, ul. Podwale 84
- Kalisz: Hampton by Hilton Kalisz, Calisia One
- Oświęcim: Hampton by Hilton, ul. Dąbrowskiego 2
- Kraków:  Hotel Saski Krakow Curio Collection by Hilton, ul. Sławkowska 3

### W budowie
- Kołobrzeg:  Hilton Garden Inn, ul. Morawskiego[4]
- Jelenia Góra:  Hampton by Hilton, ul. Pijarska/Konopnickiej[5].
- Łódź:  Hampton by Hilton Łódź, ul. Piotrkowska 155
- Radom:  Hilton Garden Inn, pl. Konstytucji 3 Maja[6]
- Szczecin:  Hilton Garden Inn, ul. Potulicka / pl. Zwycięstwa - zrezygnowano z renowacji budynku starego hotelu „Piast” w którym miał mieścić się nowy hotel[7]
- Szczecin:  Hampton by Hilton Szczecin East, ul. Struga 26
- Toruń:  Hilton Garden Inn, ul. Wielkie Garbary 2, Stary browar[8]
- Wrocław:  Hilton Garden Inn, Centrum Metropol - inwestor budynku zmienił przeznaczenie. Hotel nie powstał.

### W planach
- Gdynia:  Hilton Garden Inn
- Gorzów Wielkopolski:  Hampton by Hilton, Słowianka[9]
- Poznań:  Hilton Garden Inn, Malta